# Gubernator von Siebenbürgen
Gubernator von Siebenbürgen war der Titel des Vorsitzenden der zivilen Verwaltung in Siebenbürgen vom Beginn der habsburgischen Herrschaft an; von 1849 bis zum österreichisch-ungarischen Ausgleich 1867 war die Funktionsbezeichnung (Zivil-)Gouverneur in Gebrauch.
Die habsburgische Herrschaft etablierte sich in Etappen: 1686 und 1687 war der vom Osmanischen Reich 1661 eingesetzte Fürst Michael I. Apafi auf Grund des Vordringens der österreichischen Truppen nach der zweiten Wiener Türkenbelagerung von 1683 gezwungen, sich mit Habsburg zu arrangieren und in Verträgen mit Kaiser Leopold I. die Oberhoheit des Kaisers in seiner Eigenschaft als König von Ungarn anzuerkennen; 1688 wurde die Vereinbarung vom Siebenbürgischen Landtag bestätigt. 1690 starb Apafi. Am 4. Dezember 1691 wurde das Leopoldinische Diplom erlassen, der Grundvertrag des Landes mit dem Haus Österreich. 1697 entsagte der unter Leopolds I. Vormundschaft seit 1692 als Fürst amtierende 21-jährige Sohn Apafis, Michael II. Apafi, dem Fürstentum gegen eine Entschädigung. 1699 wurde die Zugehörigkeit Siebenbürgens zu Österreich vom Osmanischen Reich im Frieden von Karlowitz anerkannt.
Der Gubernator war der lokale Vertreter des Fürsten von Siebenbürgen, der in dieser Zeit in Personalunion der in Wien residierende jeweilige habsburgische Herrscher war. Die Person des Gubernators wurde meist aus den drei in Siebenbürgen politisch maßgeblichen Bevölkerungsgruppen rekrutiert, den magyarischen Adeligen, den Szeklern und den Siebenbürger Sachsen. (Die Rumänen, damals Walachen genannt, waren als Volksgruppe lange Zeit nicht anerkannt.) In Ermangelung eines geeigneten Kandidaten wurden auch immer wieder die jeweiligen Kommandanten der habsburgischen Armee im Osten des Reiches als Gubernatoren eingesetzt (zuletzt als Militär- und Civil-Gouverneure bezeichnet).
1866 beschloss ein Landtag, in dem die Magyaren die Mehrheit stellten, gegen die Interessen der anderen Nationalitäten des Landes die Union Siebenbürgens mit Ungarn. Sie wurde durch königliches Reskript per 17. Februar 1867 vollzogen. Im Ausgleich von 1867 wurde Siebenbürgen daher als Land der ungarischen Krone festgestellt. Die Verwaltung der Provinz oblag nun bis 1918 der königlich-ungarischen Regierung in Budapest, die eigenständige siebenbürgische Organe binnen kurzem aufhob.

## Liste der Gubernatoren
- Georg (György) Graf Bánffy von Losoncz I, 1690–1708
- Stephan (István) Graf Haller von Hallerstein (Hallerkö), 1709–1710
- Stephan (István) Freiherr Wesselényi von Hadad, 1710–1713
- Sigismund (Zsigmond) Graf Kornis von Gönczruszka, 1713–1731
- Stephan (István) Freiherr Wesselényi von Hadad, 1731–1732
- Franz Anton Paul Graf Wallis von Karighmain, General, 1732–1734
- Johann (János) Graf Haller von Hallerstein (Hallerkö), 1734–1755
- Franz Wenzel Graf Wallis von Karighmain, 1755–1758
- Ladislaus (László) Graf Kemény von Gyerö-Monostor, 1758–1762
- Adolph Nikolaus von Buccow, General, 1762–1764
- Andreas Graf Hadik von Futak, 1764–1767
- Karl Graf O’Donell von Tyrconell, 1767–1770
- Joseph Maria Graf Auersperg, 1771–1774
- Samuel Freiherr von Brukenthal, 1774–1787
- Georg (György) Graf Bánffy von Losoncz II, 1787–1822
- Johann (János) Freiherr Jósika von Branyicska, Offizier, 1823–1834
- Erzherzog Ferdinand Karl, 1835–1837
- Johann (János) Graf Kornis von Gönczruszka, 1838–1840
- Joseph (József) Graf Teleki von Szék, 1842–1848
- Emerich (Imre) Graf Mikó von Hidvég, 1848
- Anton Freiherr von Puchner, 1848–1849
- Freiherr Ludwig von Wohlgemuth, Feldmarschallleutnant, Militär- und Zivil-Gouverneur 1849–1851
- Karl (II.) Fürst zu Schwarzenberg, Feldzeugmeister, Militär- und Zivil-Gouverneur 1851–1858
- Prinz Friedrich von und zu Liechtenstein, 1858–1861
- Emerich (Imre) Graf Mikó von Hidvég, 1860–1861
- Ludwig Graf Folliot de Crenneville, Feldmarschalleutnant, Militär- und Zivilgouverneur 1861–1867